# Кенай ЗПГ
Кенай ЗПГ — завод із зрідження природного газу на Алясці, споруджений у 60 милях від Анкориджу та в 10 милях від міста Кенай. Став одним з перших заводів ЗПГ у світі. Станом на 2016 рік припинив роботу.
Введений в експлуатацію у 1969-му для забезпечення поставок з родовища в затоці Кука на адресу японських споживачів — компаній Tokyo Gas та Tokyo Electric, які так і залишились єдиними покупцями продукції за всю історію підприємства.
Початкова потужність підприємства становила 1,2 млн.т ЗПГ на рік (1,7 млрд.м3). Після проведеної в середині 1970-х років модернізації вона зросла до 1,4 млн.т, а у 1993-му до 1,5 млн.т. (2,1 млрд.м3). Для зберігання продукції призначалось сховище із трьох резервуарів загальною ємністю 108000 м3.
Враховуючи, що в районі заводу затока в зимовий період покривається льодом, для вивозу продукції використовували два танкери з підсиленим корпусом -  Methane Polar та Methane Arctic, вантажоємністю по 71500 м3. В 1993-му їх замінили Polar Eagle і Arctic Sun з об'ємом вантажних танків по 87500 м3. В середньому кожен газовоз здійснював по 20 рейсів на рік. Всього за період до закриття заводу в 2015 році, викликаного вичерпанням запасів родовища та природним зносом обладнання, споживачам відправили біля 1300 партій ЗПГ.
Проект був спільно реалізований компаніями ConocoPhillips (70 %) та Marathon Oil (30 %). Незадовго до кінця роботи підприємства, у 2011 році, ConocoPhillips викупила частку свого парнера.